# Раисов, Юсуф Саид-Магомедович
Юсуф Саид-Магомедович Раисов (чечен. РаисгӀеран Юсуф; род. 22 июня 1995, Энгельс, Саратовская область, Россия) — российский боец, чеченского происхождения. Бывший чемпион ACB в полулёгком весе, обладатель эксклюзивного титула ACA BMF . 

## Биография

### Ранние годы
После начала первой чеченской войны семья Раисовых покинула Чеченскую республику, переехав в г. Энгельс Саратовской области. В детстве начал заниматься карате, вольной борьбой, рукопашным боем, после перешел на  боевое самбо. 

### Карьера
Дебютный бой провёл на ACB 1 против Вячеслава Гагиева, победив единогласным решением судей. После серии из 5 побед при 0 поражений подписал контракт с лигой ACB. Проведя в ней 4 боя и выиграв все из них, стал претендентом на пояс в полулёгком весе. На ACB 50 - Stormbringer в поединке за титул уступил Марату Балаеву. После победы над Александром Педусоном на ACB 77 стал временным чемпионом лиги и получил право вновь побороться за пояс. В титульном бою на ACB 86 повторно сошёлся с Балаевым, выиграв у последнего сабмишном. Таким образом стал самым молодым чемпионом в истории . После этого перешёл в лёгкую весовую категорию.
24 марта 2020 года со скандалом принял вызов Артёма Резникова. На турнире ACA 111 в Москве проиграл казахстанцу раздельным решением судей, 16 побед и два поражения в карьере. После победы над Егором Голубцовым на ACA 119 стал свободным агентом.
Довольно резонансным получился дебют Раисова в AMC Fight Nights Global. На 103-м турнире организации чеченский боец встречался с идущим на серии из 3-х побед Алексеем Махно. В середине второго раунда из-за сильных рассечений и попадания Раисовым сопернику в глаз пальцем команда Махно выбросила белое полотенце. Бой остановили, присудив победу техническим нокаутом Юсуфу.
Участвовал в Гран при АСА в легком весе 2022-2023 годов. В первом бою Юсуфу предстояло встретиться со спортсменом из Бразилии Хакраном Диасом, которого он одолел единогласным решением судей.
В полуфинале Юсуф встречался с Эдуардом Вартананом. В первом раунде Раисов перебил Вартаняна. Во втором раунде Юсуф получил рассечение от удара локтем, врач не выпустил Раисова на третий раунд и победу (остановкой врача) одержал Вартанян.
В следующем поединке Раисов встретился с бывшим участником gran-prix ACA Алейном Илунгой. Юсуф закончил поединок удушением во втором раунде, тем самым закрыл поражение.
После череды переносов состоялся долгожданный поединок с Александром Матмуратовым. Александр шел на серии из 8 побед и ожидался конкурентный поединок. Но в тот вечер Раисов доминировал и победил решением судей , где двое из судей оценили выступление в пользу Юсуфа 30-25.
Спустя 4 года АСА удалось организовать реванш Раисова и Резникова. Бой был настолько ожидаем что руководство внесли поправки в регламент поединка сделав его 5 раундовым, где на кону будет стоять титул BMF( best media fighter) . Организованный на 8 декабря 2024 года поединок резонансно отменился на 3 дня , ввиду простуды Резникова. 
Организации столь напряженного противостояния не пришлось долго ждать и поединок состоялся 15 февраля 2025 года в городе Краснодар . Учитывая что первый поединок был равным, ожидалось плотное противостояние. Но бой закончился уже через 2 минуты. Раисов победил нокаутом , завоевал титул ACA BMF и забрал второй реванш в карьере. Это стал последний бой под баннером АСА для Раисова.
После 11 лет нахождения в лиге АСА, Раисов объявил об окончании контрактных обязательств и желании продолжать за океаном.  

## Личная жизнь
Женился в 2018, 3 сына.

## Статистика в MMA
| Боёв 25  | Побед 22 | Поражений 3 |
| -------- | -------- | ----------- |
| Нокаутом | 4        | 1           |
| Сдачей   | 9        | 0           |
| Решением | 9        | 2           |

| Результат | Рекорд | Соперник                  | Способ                                     | Турнир                                                                | Дата             | Раунд | Время | Место                         | Примечание                                     |  |
| --------- | ------ | ------------------------- | ------------------------------------------ | --------------------------------------------------------------------- | ---------------- | ----- | ----- | ----------------------------- | ---------------------------------------------- |  |
| Поражение | 19–3   | Эдуард Вартанян           | Технический нокаут (остановка врачом)      | ACA 147: Раисов - Вартанян                                            | 4 ноября 2022    | 2     | 5:00  | Москва, Россия                | Полуфинал Гран-при ACA в лёгком весе.          |  |
| Победа    | 19-2   | Хакран Диас               | Решением (единогласным)                    | ACA 138: Вагаев - Гаджидаудов                                         | 26 марта 2022    | 5     | 5:00  | Грозный, Чеченская Республика | Четвертьфинал Гран-при ACA в лёгком весе.      |  |
| Победа    | 18–2   | Алексей Махно             | Техническим нокаутом (выброшено полотенце) | AMC Fight Nights 103: Раисов - Махно                                  | 15 июля 2021     | 2     | 0:51  | Сочи, Россия                  | Главный бой турнира                            |  |
| Победа    | 17–2   | Егор Голубцов             | Единогласное решение                       | ACA 115                                                               | 13 декабря 2020  | 3     | 5:00  | Москва, Россия                |                                                |  |
| Поражение | 16–2   | Артём Резников            | Раздельное решение                         | ACA 111                                                               | 19 сентября 2020 | 3     | 5:00  | Москва, Россия                | Соглавный бой вечера                           |  |
| Победа    | 16–1   | Раймундо Батиста          | Техническим нокаутом (остановка врачом)    | ACA 103                                                               | 14 декабря 2019  | 1     | 0:00  | Санкт-Петербург, Россия       |                                                |  |
| Победа    | 15–1   | Жоау Луис Ногейра         | Единогласное решение                       | ACA 97                                                                | 31 августа 2019  | 3     | 5:00  | Краснодар, Россия             |                                                |  |
| Победа    | 14–1   | Андре Уиннер              | Единогласное решение                       | ACB 90 - Balaev vs. Raisov 2                                          | 11 октября 2018  | 3     | 5:00  | Москва, Россия                |                                                |  |
| Победа    | 13–1   | Марат Балаев              | Сабмишном (удушение сзади)                 | ACB 86 - Balaev vs. Raisov 2                                          | 5 мая 2018       | 1     | 2:49  | Москва, Россия                | Завоевал титул чемпиона ACB в полулёгком весе  |  |
| Победа    | 12–1   | Александр Педусон         | Сабмишном (удушение сзади)                 | ACB 77 - Abdulvakhabov vs. Vartanyan                                  | 23 декабря 2017  | 2     | 4:23  | Москва, Россия                | Стал временным чемпионом ACB в полулёгком весе |  |
| Победа    | 11–1   | Луис Паломино             | Сабмишном (удушение ручным треугольником)  | ACB 67 - Cooper vs. Berkhamov                                         | 19 сентября 2017 | 3     | 5:00  | Грозный, Россия               |                                                |  |
| Победа    | 10–1   | Валдинес Сильва           | Сабмишном (удушение ручным треугольником)  | ACB 55 - Tajikistan                                                   | 24 марта 2017    | 1     | 2:29  | Душанбе, Таджикистан          |                                                |  |
| Поражение | 9–1    | Марат Балаев              | Единогласное решение                       | ACB 50 - Stormbringer                                                 | 18 декабря 2016  | 5     | 5:00  | Санкт-Петербург, Россия       | Бой за пояс ACB в полулёгком весе              |  |
| Победа    | 9–0    | Карлос Алешандре да Коста | Сабмишном (удушение сзади)                 | ACB 40 - Battleground                                                 | 3 июня 2016      | 3     | 3:49  | Краснодар, Россия             |                                                |  |
| Победа    | 8–0    | Себастьян Романовский     | Единогласное решение                       | ACB 29 - Poland                                                       | 6 февраля 2016   | 3     | 5:00  | Варшава, Польша               |                                                |  |
| Победа    | 7–0    | Гиоргос Пачалидис         | Сабмишном (удары)                          | ACB 24 - Grand Prix Berkut 2015 Final                                 | 24 октября 2015  | 1     | 1:11  | Москва, Россия                |                                                |  |
| Победа    | 6–0    | Сергей Семижон            | Сабмишном (удушение сзади)                 | ACB 20 - Sochi                                                        | 14 июня 2015     | 2     | 3:03  | Сочи, Россия                  |                                                |  |
| Победа    | 5–0    | Владимир Егоян            | Единогласное решение                       | ProFC 57 - New Era                                                    | 29 марта 2015    | 3     | 5:00  | Ростов-на-Дону, Россия        |                                                |  |
| Победа    | 4–0    | Михаил Кузнецов           | Сабмишном (удушение сзади)                 | M-1 Global / Absolute Championship Berkut - M-1 Challenge 54 / ACB 12 | 17 декабря 2014  | 1     | 1:48  | Санкт-Петербург, Россия       |                                                |  |
| Победа    | 3–0    | Беслан Жамурзов           | Нокаутом (удар ногой с разворота)          | Absolute Championship Berkut - Grand Prix Berkut 9                    | 22 июня 2014     | 1     | 2:02  | Грозный, Россия               |                                                |  |
| Победа    | 2–0    | Жалгасулы Жумагелды       | Сабмишном (удушение сзади)                 | M-1 Challenge 48 - Battle of Nomads                                   | 24 мая 2014      | 2     | 0:50  | Астана, Казахстан             |                                                |  |
| Победа    | 1–0    | Вячеслав Гагиев           | Раздельное решение                         | Absolute Championship Berkut - Grand Prix Berkut 1                    | 2 марта 2014     | 3     | 5:00  | Грозный, Россия               |                                                |  |